# 快勁主帥
快勁主帥（日語：ドンフランキー），是現役日本純種競賽馬匹。目前主要勝利場有2023年子犬座錦標和東京盃，以及2024年星團盃，同時亦於2024年杜拜金莎軒錦標跑獲亞軍。

## 出賽前
2019年2月15日出生於北海道安平町北部牧場，成長途中被馬主早野誠於拍賣會以7344萬日圓購入。
其後交由栗東訓練中心練馬師齊藤崇史訓練。

## 競賽生涯

### 2歲
2021年6月24日出戰阪神競馬場2歲新馬戰，比賽途中維持於中團後方位置，進入直路後於內欄位置衝刺，最終跑獲第二。
7月24日出戰2歲未勝利，再度採用居中戰術，但本次比賽未能最大程度加速，最終以第五落敗。
其後轉戰泥地出戰2歲未勝利戰，比賽初段成功搶佔位置後一路順利領放，於直路上亦未有力弱的情況，最終拋離3 1/2馬位優勢取得首勝。

### 3歲
2022年首戰為1800米的3歲一捷馬戰，但於其中以第七落敗，其後縮程出戰1400米的3歲一捷馬戰，再度領放下成功於直路瞬間透出，取得生涯第二場勝利。
4月16日重返草地賽事挑戰三級賽雅靈頓盃，但於比賽途中保持於後方位置下完全未能衝出，最終以第十二大敗。
休養過後於9月復出出戰3歲以上兩捷馬戰，選擇於第二的位置追走下於最後彎道經已逐步透出，進入直路後隨即繼續加速，最終拋離後方賽駒5馬位大勝。
11月20日出戰姬路錦標，同樣採取領放戰術一路帶領馬群前進，但於直路上稍為力弱下於最後關頭被舞翩仙超越取得第二。

### 4歲
2023年首戰為遠江特別，比賽初段順利帶出下一直維持優勢，最終以2 1/2馬位取得勝利。
其後雖然於表列賽珊瑚錦標未能在直路堅守位置並以第四落敗，但在1個月後的公開賽京都競馬場開幕紀念中再度展現出韌力，一放到底下以2馬位取勝。
稍為休養後於7月出戰子犬座錦標，比賽初段繼續以快速的節奏搶佔位置領放，一直於最前方位置保持優勢。進入直路後，其以貼欄的優勢開始展開衝刺，中段稍為帶離前方的賽駒，最終亦能抵擋燦然一新的追擊以頸位優勢取得首個分級賽冠軍，同時以594公斤的體重打破中央分級賽頭馬最重紀錄。

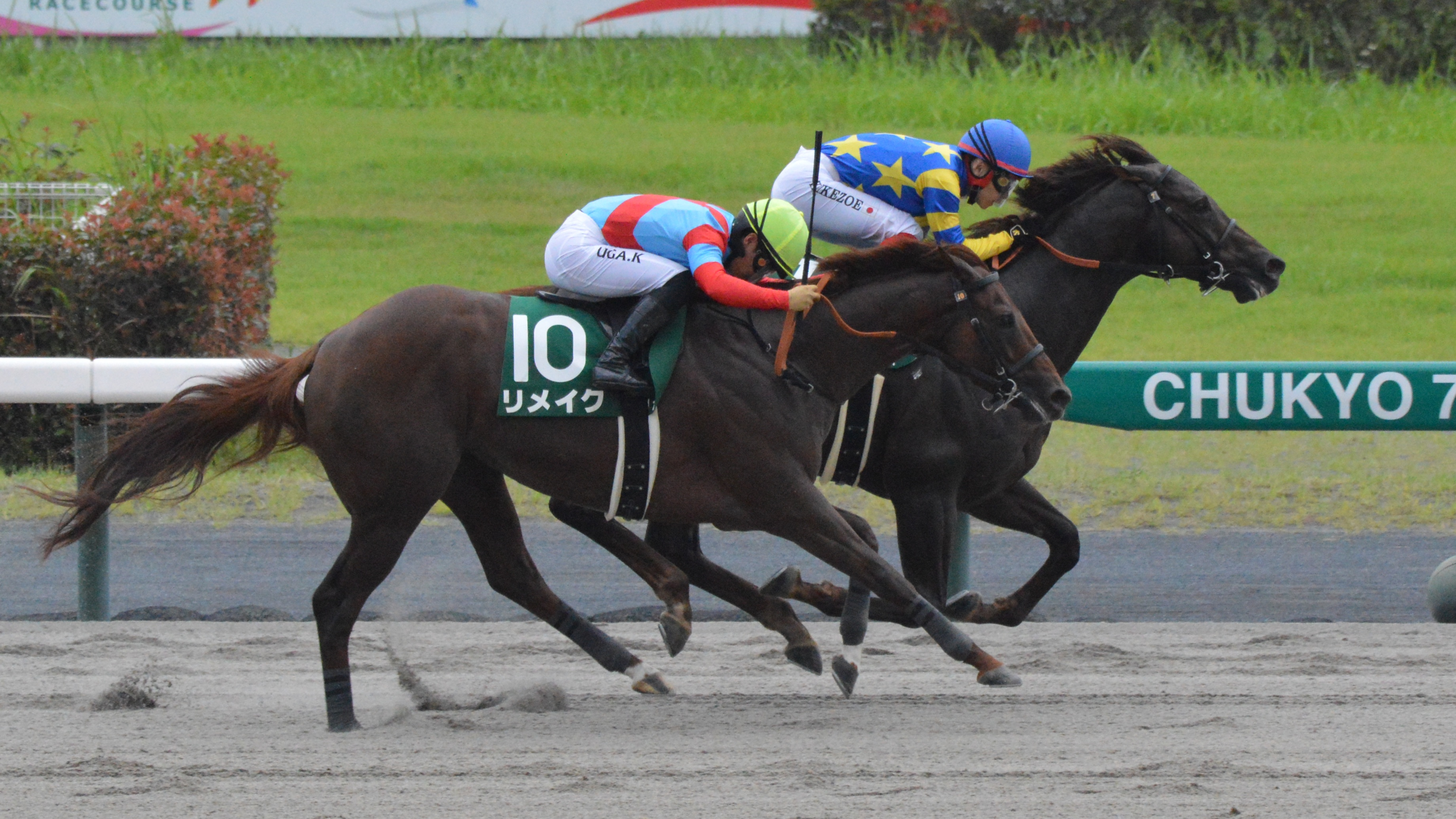
出戰子犬座錦標的快勁主帥

8月15日前往地方出戰星團盃，順利出閘下於內欄位置逐步帶領馬群前進，進入直路後稍為抽出中檔繼續加速，但最終被內欄衝出的燦然一新擊敗取得第二。
10月繼續於地方出戰東京盃，比賽初段順利帶出下一直處於領先的位置，進入直路後隨即和附近的駿男孩及後方迫近的龍野雪驥展開爭奪，最終稍佔傷風下擊敗對手取得勝利，同時以1分10.0秒打破盛岡競馬場泥地1200跑道紀錄。
其後陣營未有安排其出戰日本育馬場盃短途賽而是前往休養，於11月時更被檢查出左橈骨遠位端骨折需要治療。

### 5歲
2024年年初於二月錦標復出，比賽初段面對其他對手的緊迫帶出前600米33.8秒的超快步速，最終自身於直路上未有足夠耐力堅持，失速之下以第九大敗。
3月前往阿聯酋遠征並出戰杜拜金莎軒錦標，賽前取得第五人氣。比賽開始後，其選擇衝出並帶領馬群前進，於最後彎道時候開始透出。進入直路後，其嘗試繼續加速以維持自身的優勢，但於中段位置經已被內欄閃出的天空之鏡壓制，最終被對手拋離下取得第二。
回國休養一段時間後出戰星團盃，本次比賽於中檔位置透出並開始領放，於比賽途中一直維持穩定的步伐。進入直路後，其於中檔位置繼續加速維持自身領先的局面，最終成功阻止蒼獅阿祖的追擊取得勝利。
11月遠征美國出戰育馬者盃短途大賽，比賽初段因為未能進佔先頭位置而落於最後方，中段雖然沿着內欄徐徐上前，但在直路上未能展現出衝勢以第九大敗。

### 6歲
回國後，其於2025年年初出戰根岸錦標，比賽初段迅速搶前並進佔領放位置，同時以偏快的步速帶領馬群前進。進入直路後，其嘗試於內欄位置繼續開步加速維持自身的位置，但逐漸力弱下失速後退，以第十三大敗。

### 詳細
| 日期       | 舉辦國家 | 馬場   | 距離   | 級別   | 賽事名稱           | 負重 | 騎師     | 馬號 | 出馬 | 名次 | 時間     | 頭馬（二馬）       |
| ---------- | -------- | ------ | ------ | ------ | ------------------ | ---- | -------- | ---- | ---- | ---- | -------- | ------------------ |
| 26/6/2021  | 日本     | 阪神   | 草1400 |        | 2歲新馬            | 54   | 岩田望來 | 1    | 17   | 2    | 1:24.4   | Tagano Finale      |
| 24/7/2021  | 日本     | 新潟   | 草1400 |        | 2歲未勝利          | 54   | 岩田望來 | 15   | 15   | 5    | 1:21.1   | Jazz Blues         |
| 18/12/2021 | 日本     | 阪神   | 泥1400 |        | 2歲未勝利          | 55   | 杜滿樂   | 15   | 16   | 1    | 1:23.3   | （Meisho Kid）     |
| 8/1/2022   | 日本     | 中京   | 泥1800 |        | 3歲一捷馬          | 56   | 杜滿樂   | 12   | 14   | 7    | 1:53.9   | 飛砂駒             |
| 13/3/2022  | 日本     | 阪神   | 泥1400 |        | 3歲一捷馬          | 56   | 池添謙一 | 5    | 13   | 1    | 1:24.6   | （低調莫測）       |
| 16/4/2022  | 日本     | 阪神   | 草1400 | GIII   | 雅靈頓盃           | 56   | 池添謙一 | 11   | 18   | 12   | 1:33.7   | 野田赤蠍           |
| 18/9/2022  | 日本     | 中京   | 泥1400 |        | 3歲以上兩捷馬      | 55   | 池添謙一 | 14   | 16   | 1    | 1:22.8   | （速駿）           |
| 20/11/2022 | 日本     | 阪神   | 泥1400 |        | 姫路錦標           | 56   | 池添謙一 | 2    | 14   | 2    | 1:23.9   | 舞翩仙             |
| 14/1/2023  | 日本     | 中京   | 泥1400 |        | 遠江錦標           | 57   | 福永祐一 | 14   | 16   | 1    | 1:23.0   | （Leonore）        |
| 11/3/2023  | 日本     | 阪神   | 泥1400 | L      | 珊瑚錦標           | 56   | 池添謙一 | 7    | 16   | 4    | 1:24.1   | Tagano Beauty      |
| 22/4/2023  | 日本     | 京都   | 泥1200 | OP     | 京都競馬場開幕紀念 | 57   | 池添謙一 | 10   | 16   | 1    | 1:10.8   | （迴旋加速）       |
| 9/7/2023   | 日本     | 中京   | 泥1400 | GIII   | 子犬座錦標         | 57   | 池添謙一 | 7    | 15   | 1    | 1:23.0   | （燦然一新）       |
| 15/8/2023  | 日本     | 盛岡   | 泥1200 | JpnIII | 星團盃             | 55   | 池添謙一 | 6    | 14   | 2    | 1:09.0   | 燦然一新           |
| 4/10/2023  | 日本     | 大井   | 泥1200 | JpnII  | 東京盃             | 56   | 池添謙一 | 12   | 13   | 1    | 1:10.0   | （龍野雪驥）       |
| 18/2/2024  | 日本     | 東京   | 泥1600 | GI     | 二月錦標           | 58   | 池添謙一 | 15   | 16   | 9    | 1:36.6   | 尼羅長流           |
| 30/3/2024  | 阿聯酋   | 美丹   | 泥1200 | GI     | 杜拜金莎軒錦標     | 57   | 杜滿樂   | 3    | 14   | 2    | 1:11.2   | 天空之鏡           |
| 14/8/2024  | 日本     | 盛岡   | 泥1200 | JpnIII | 星團盃             | 57   | 池添謙一 | 7    | 13   | 1    | 1:10.0   | （蒼獅阿祖）       |
| 3/11/2024  | 美國     | 德爾馬 | 泥1200 | GI     | 育馬者盃短途大賽   | 57   | 杜滿樂   | 5    | 11   | 9    | 記錄缺失 | Straight No Chaser |
| 2/2/2025   | 日本     | 東京   | 泥1400 | GIII   | 根岸錦標           | 57   | 池添謙一 | 2    | 16   | 13   | 1:25.2   | 葡北佳景           |

## 血統簡介
父系大和主將爲日本賽駒，生涯活躍於一哩賽事，曾於2007年稱霸春秋一哩賽，於2000米賽事亦有不錯戰績，如曾勝出皋月賞及秋季天皇賞。祖父週日寧靜爲美國三冠賽雙冠馬，退役後在日本配種，其子嗣贏得巨額獎金，連續12年成為日本冠軍種馬。
母系Weemissfrankie為美國賽駒，生涯戰績優秀，曾勝出2011年德爾馬名媛錦標及橡樹葉錦標。外祖父Sunriver為美國賽駒，生涯曾勝出一級賽荷李活草地盃，亦勝出二級賽鮑靈格林讓賽及小飛俠錦標。

### 血統表
| 父線：週日寧靜系（Halo系）             |                                |               |                   |
| 種馬 大和主將 2001年（栗色）           | 週日寧靜 1986年（棕色）        | Halo          | Hail to Reason    |
| 種馬 大和主將 2001年（栗色）           | 週日寧靜 1986年（棕色）        | Halo          | Cosmah            |
| 種馬 大和主將 2001年（栗色）           | 週日寧靜 1986年（棕色）        | Wishing Well  | Understanding     |
| 種馬 大和主將 2001年（栗色）           | 週日寧靜 1986年（棕色）        | Wishing Well  | Mountain Flower   |
| 種馬 大和主將 2001年（栗色）           | Scarlet Bouquet 1988年（栗色） | 北方風味      | 北地舞人          |
| 種馬 大和主將 2001年（栗色）           | Scarlet Bouquet 1988年（栗色） | 北方風味      | Lady Victoria     |
| 種馬 大和主將 2001年（栗色）           | Scarlet Bouquet 1988年（栗色） | Scarlet Ink   | Crimson Satan     |
| 種馬 大和主將 2001年（栗色）           | Scarlet Bouquet 1988年（栗色） | Scarlet Ink   | Consentida        |
| 繁殖雌馬 Weemissfrankie 2009年（栗色） | Sunriver 2003年（深棗色）      | Saint Ballado | Halo              |
| 繁殖雌馬 Weemissfrankie 2009年（栗色） | Sunriver 2003年（深棗色）      | Saint Ballado | Ballade           |
| 繁殖雌馬 Weemissfrankie 2009年（栗色） | Sunriver 2003年（深棗色）      | Goulash       | Mari's Book       |
| 繁殖雌馬 Weemissfrankie 2009年（栗色） | Sunriver 2003年（深棗色）      | Goulash       | Wise Bride        |
| 繁殖雌馬 Weemissfrankie 2009年（栗色） | Starinthemeadow                | Meadowlake    | Hold Your Peace   |
| 繁殖雌馬 Weemissfrankie 2009年（栗色） | Starinthemeadow                | Meadowlake    | Suspicious Natibe |
| 繁殖雌馬 Weemissfrankie 2009年（栗色） | Starinthemeadow                | Lite a Star   | Our Michael       |
| 繁殖雌馬 Weemissfrankie 2009年（栗色） | Starinthemeadow                | Lite a Star   | Twist a Star      |
| 雌系：號族：7-f                        |                                |               |                   |
| 五代內近親交配：Halo 3×4、北地舞人 4×5 |                                |               |                   |

## 命名由來
名字中，Don（ドン）帶有領袖之意思，香港採用「主帥」作為翻譯，Frankie（フランキー）則為歐美常見男性人名，繼承自母系Weemissfrankie之名字，香港則以偏音譯的方式，翻譯為「快勁」。

## 外部連結
- 快勁主帥 netkeiba.com （页面存档备份，存于）
- 血統表